# Morchella vulgaris
Morille commune
Espèce
Morchella vulgaris, la Morille commune, est une espèce de champignons comestibles, du genre Morchella de la famille des Morchellaceae dans l'ordre des Pezizales. Caractérisée par son chapeau longtemps grisâtre, ses alvéoles labyrinthiques verruqueuses et son pied en "patte d'éléphant", c'est l'une des espèces les plus communes en Europe occidentale en plaine.

## Systématique
Le nom correct complet (avec auteur) de ce taxon est Morchella vulgaris (Pers.) Gray, 1821.
Le basionyme de ce taxon est : Morchella esculenta var. vulgaris Pers., 1801

### Synonymes
Morchella vulgaris a pour synonymes :
- Morchella acerina Clowez & C. Boulanger, 2012
- Morchella anthracina Clowez & Vanhille, 2012
- Morchella conica var. pygmaea Clowez & M.-A. Delaunoy, 2012
- Morchella esculenta var. vulgaris Pers., 1801
- Morchella lepida Clowez & F. Petit, 2012
- Morchella robiniae Clowez, 2012
- Morchella vulgaris var. aucupariae Clowez & Moingeon, 2012

### Étymologie
Du latin vulgaris : commun, banal (de vulgus, la foule).

## Dénominations
Ce taxon porte en français le nom vernaculaire ou normalisé suivant : Morille commune.

## Description du sporophore
Son chapeau mesure 3 à 15 cm x 1,5 à 8 cm, il est triangulaire à ovoïde, généralement plus large à la base, il est inséré au pied après une pseudovallécule chez les sujets matures. Il est d'abord gris-noir, puis ensuite gris clair sale à ocre jaunâtre sale ou crème. Les alvéoles primaires sont labyrinthiques, longtemps serrés puis peu amples et irréguliers à anarchiques, ses crêtes et alvéoles secondaires sont verruqueux, ornés de petites boursouflures et appendices incomplets.
Le pied est nettement élargi et sillonné à sa base, comme une "patte d'éléphant".
Sa chair a une odeur forte sur le frais.

## Galerie

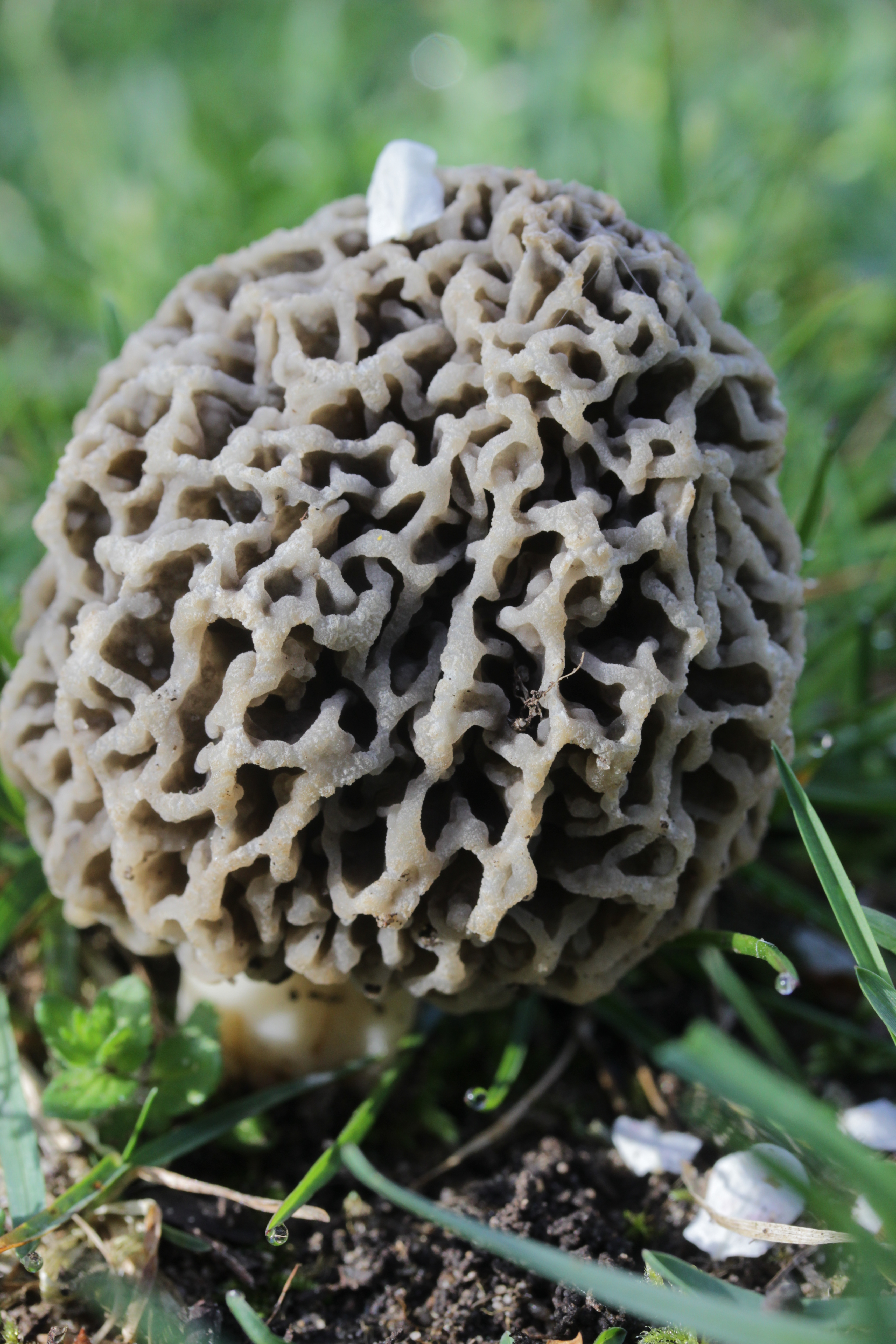
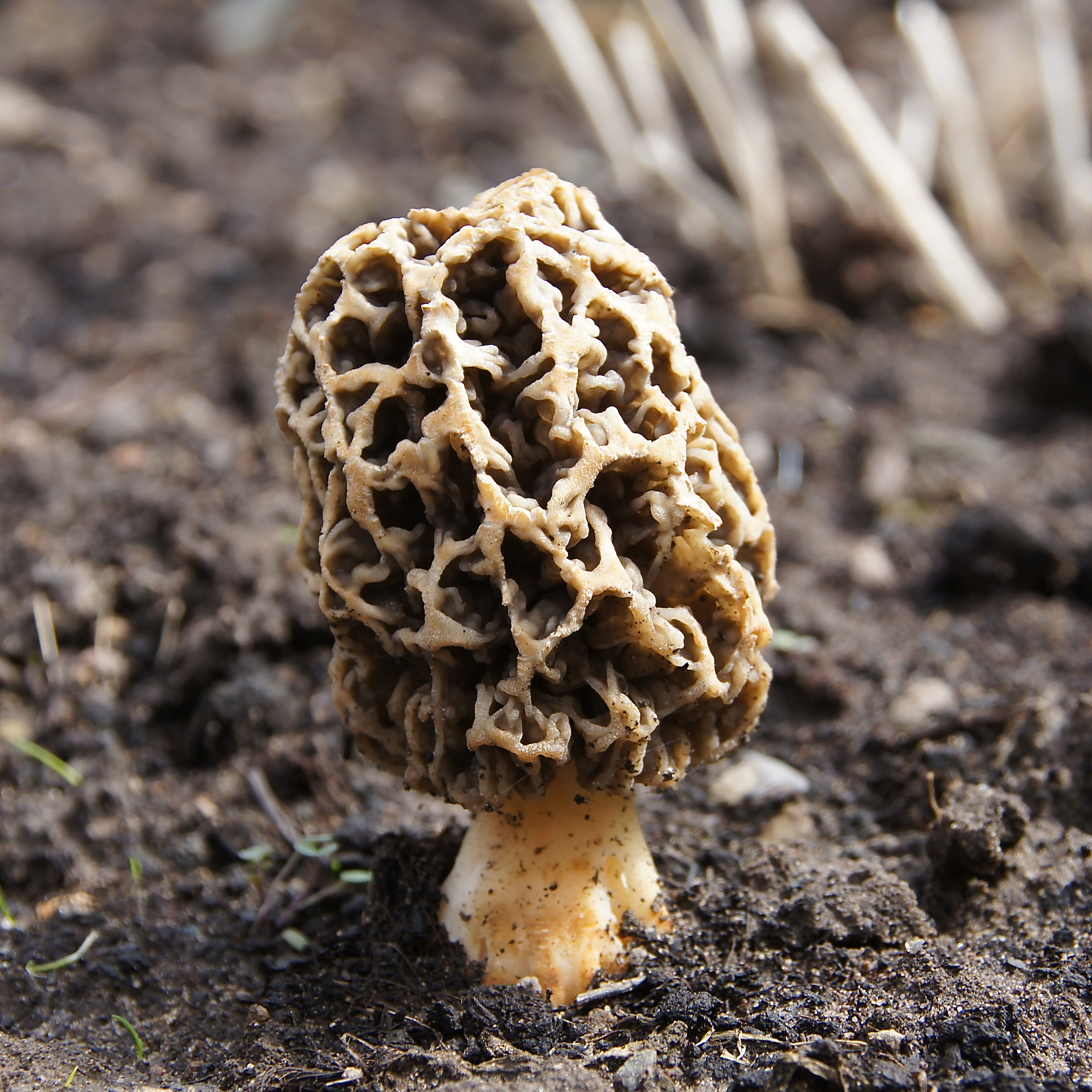
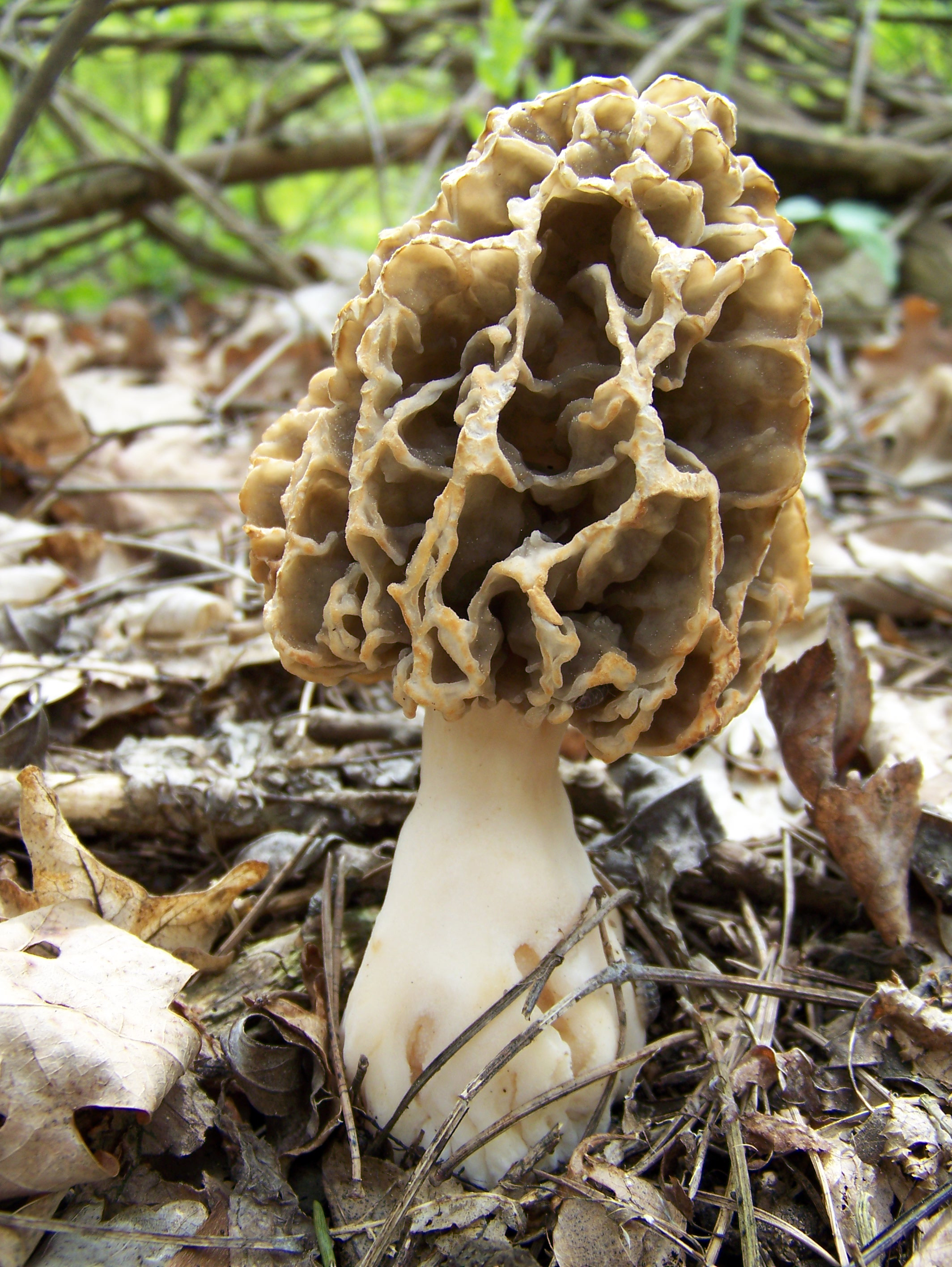
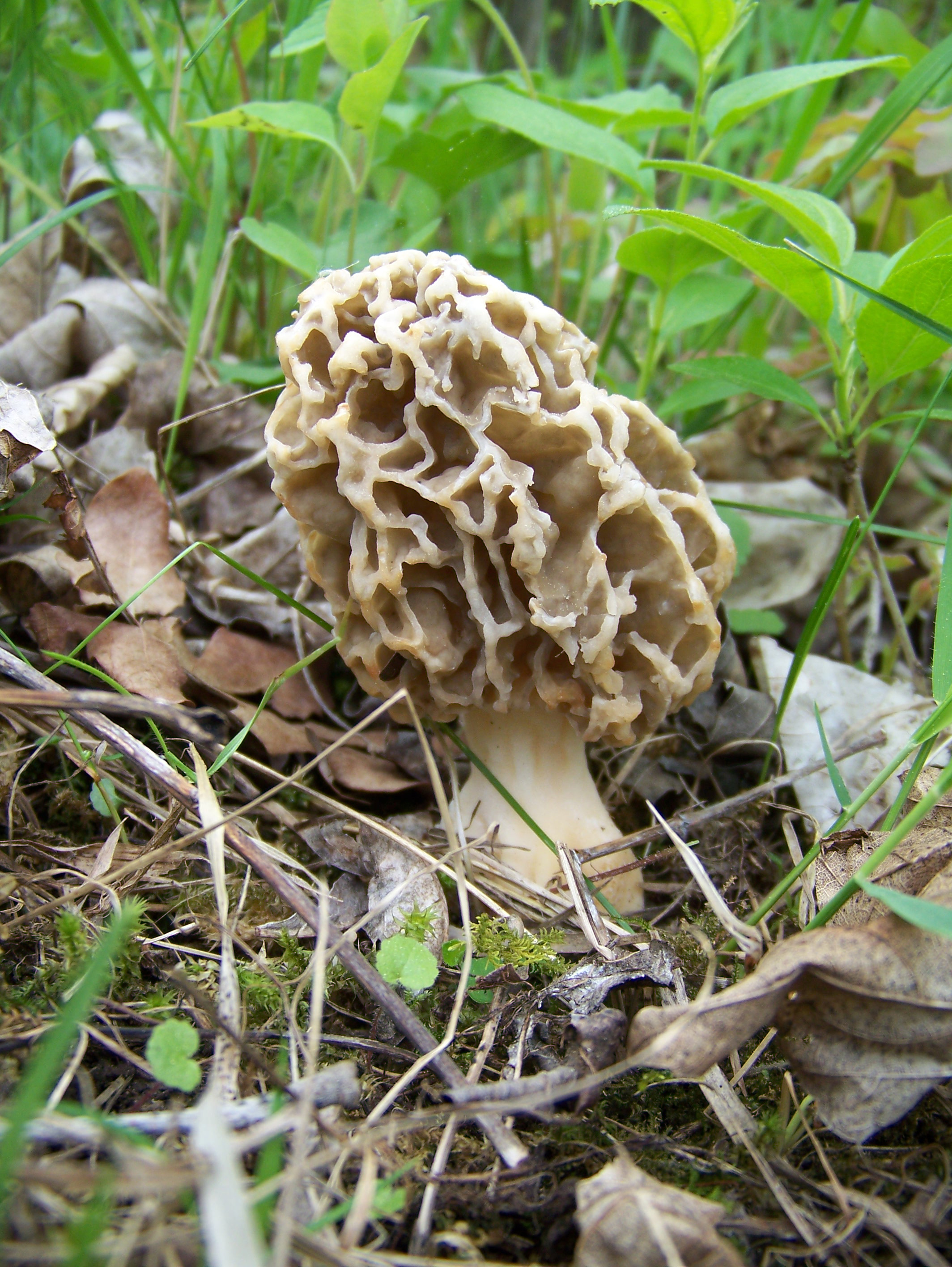
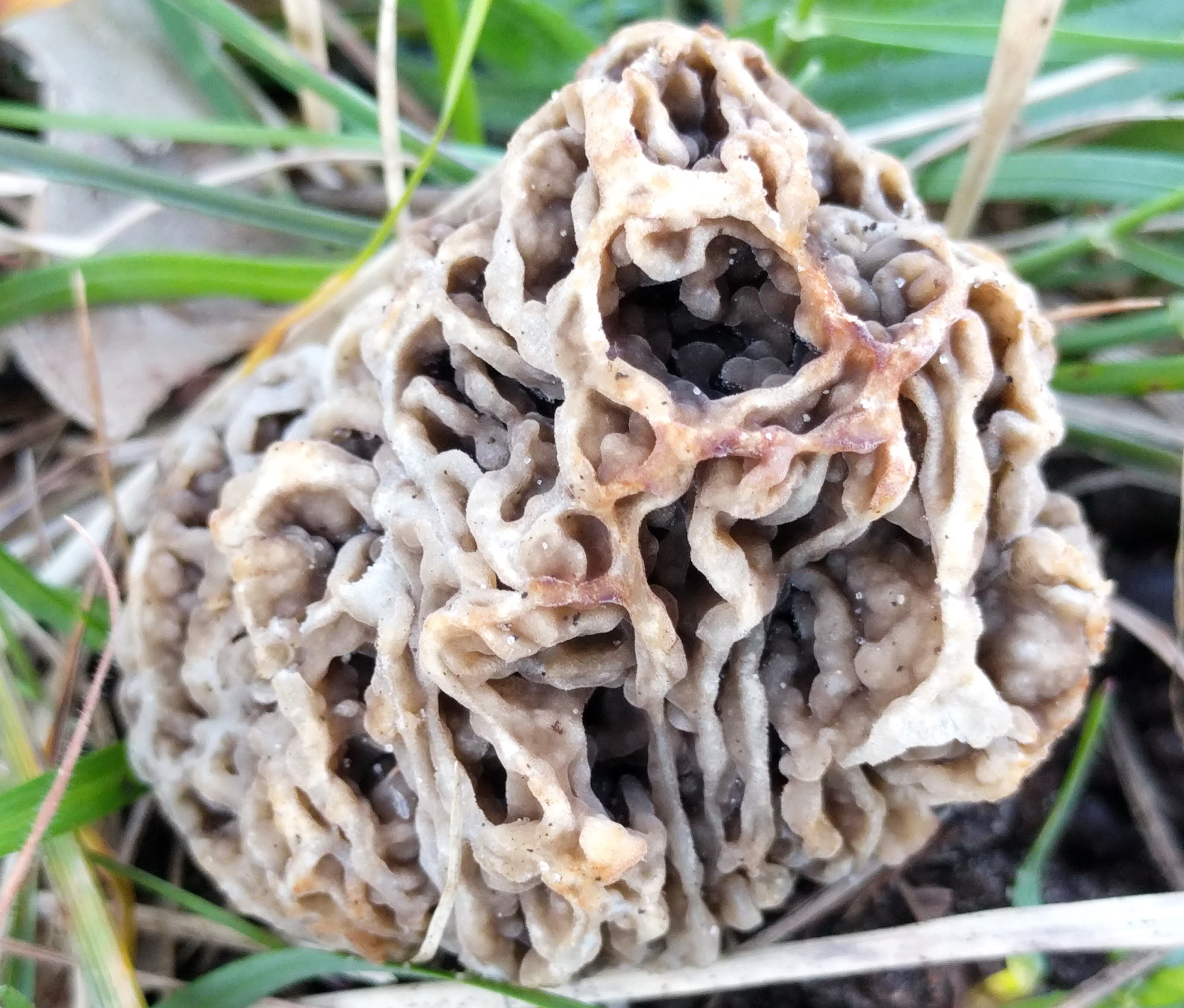
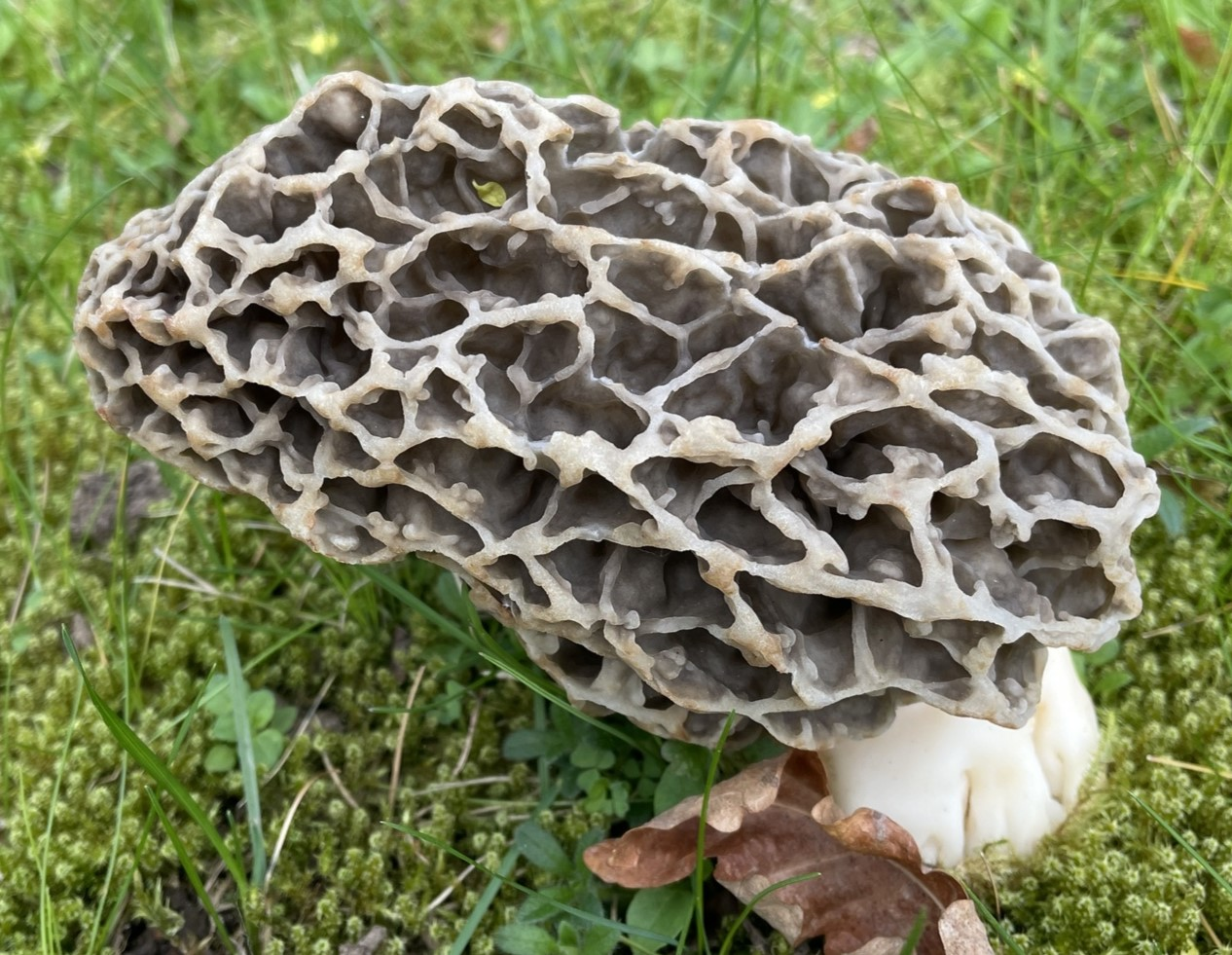
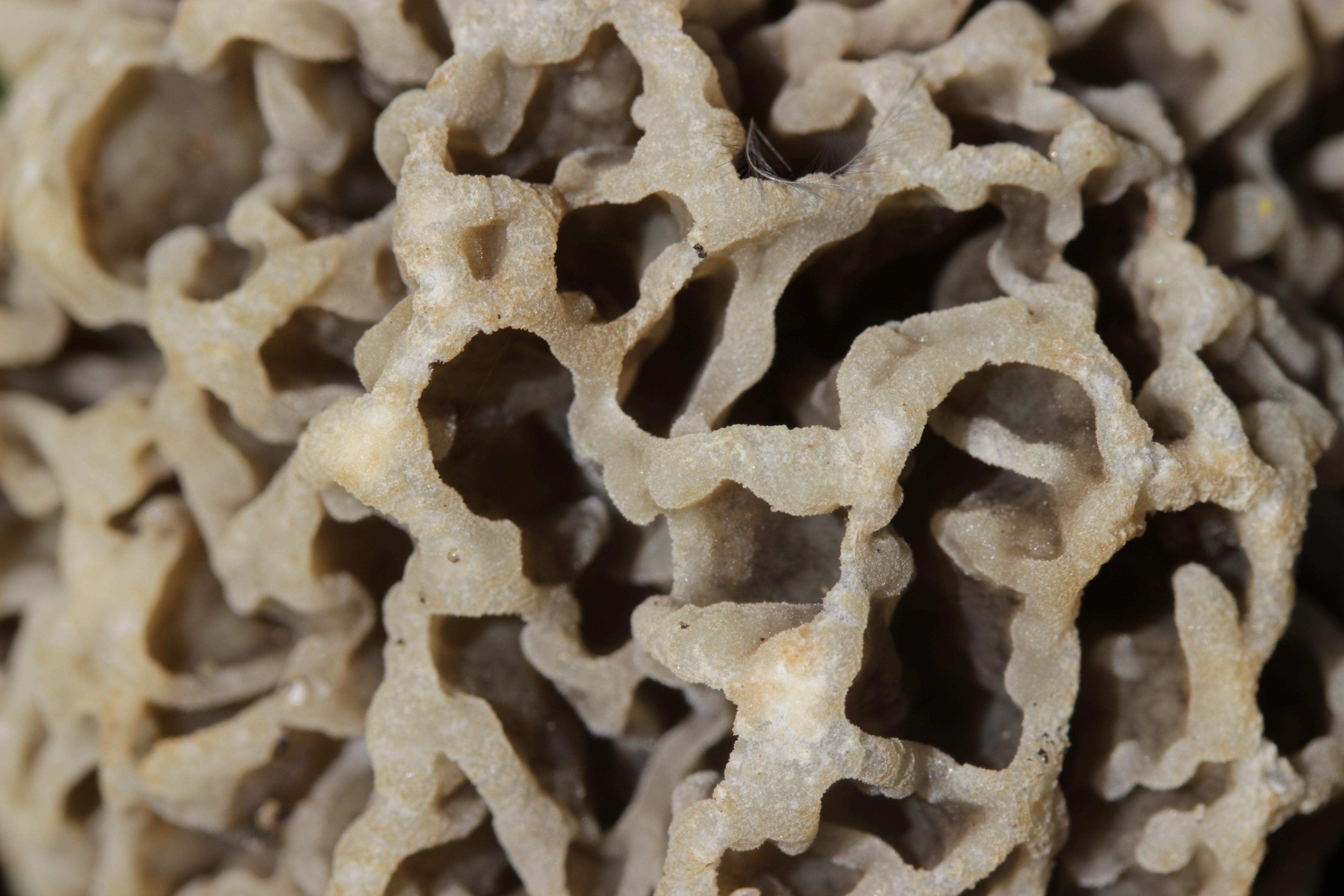
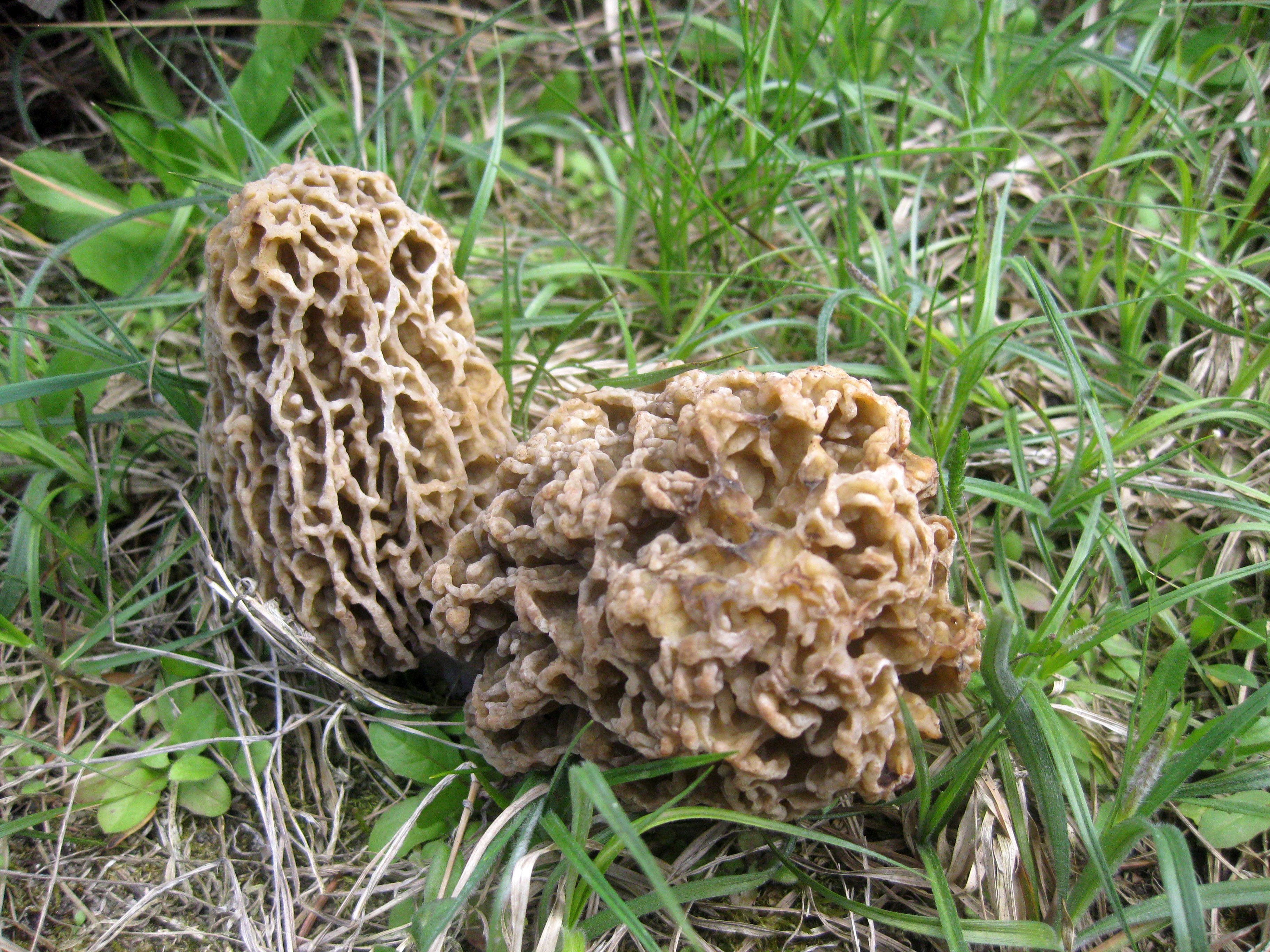
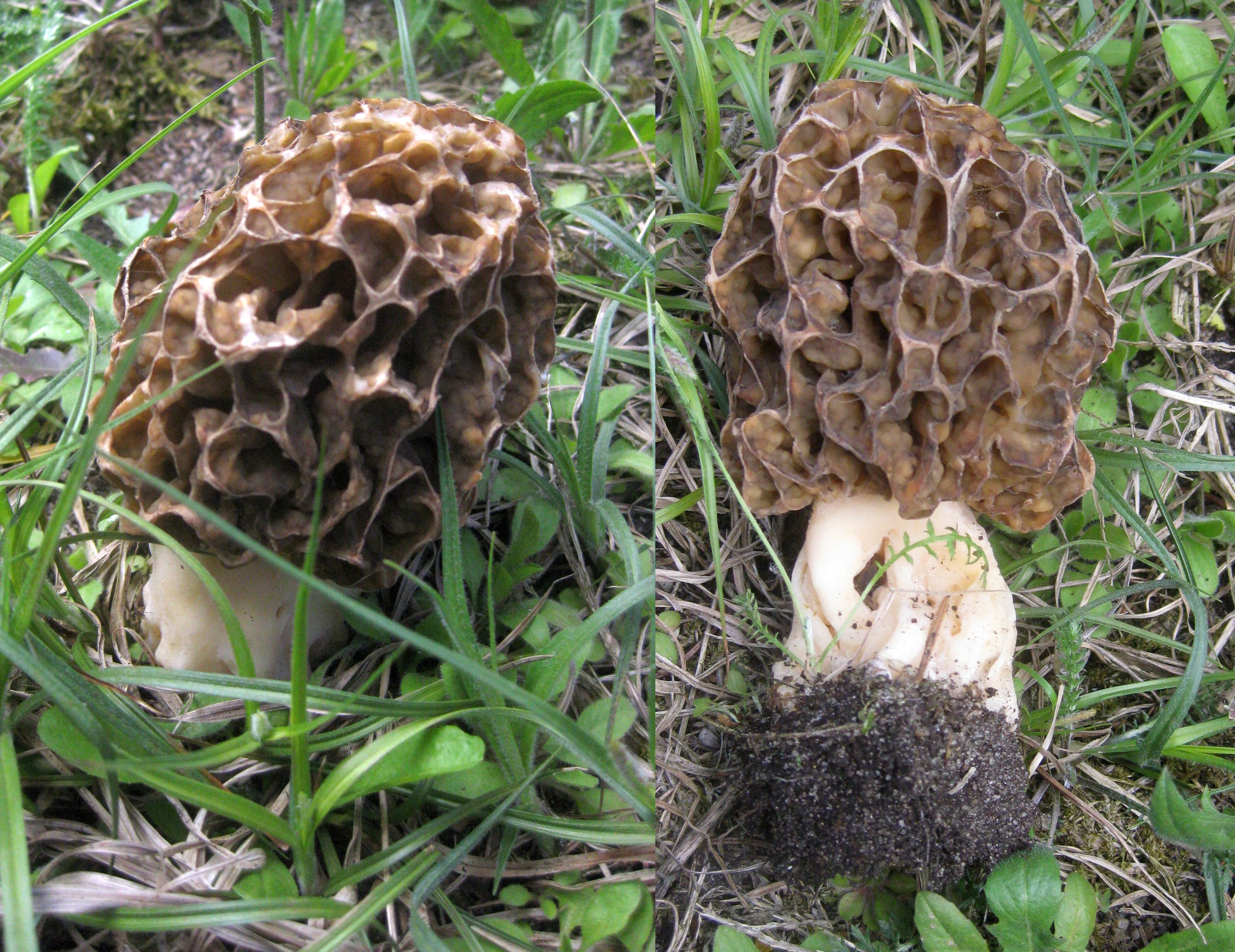
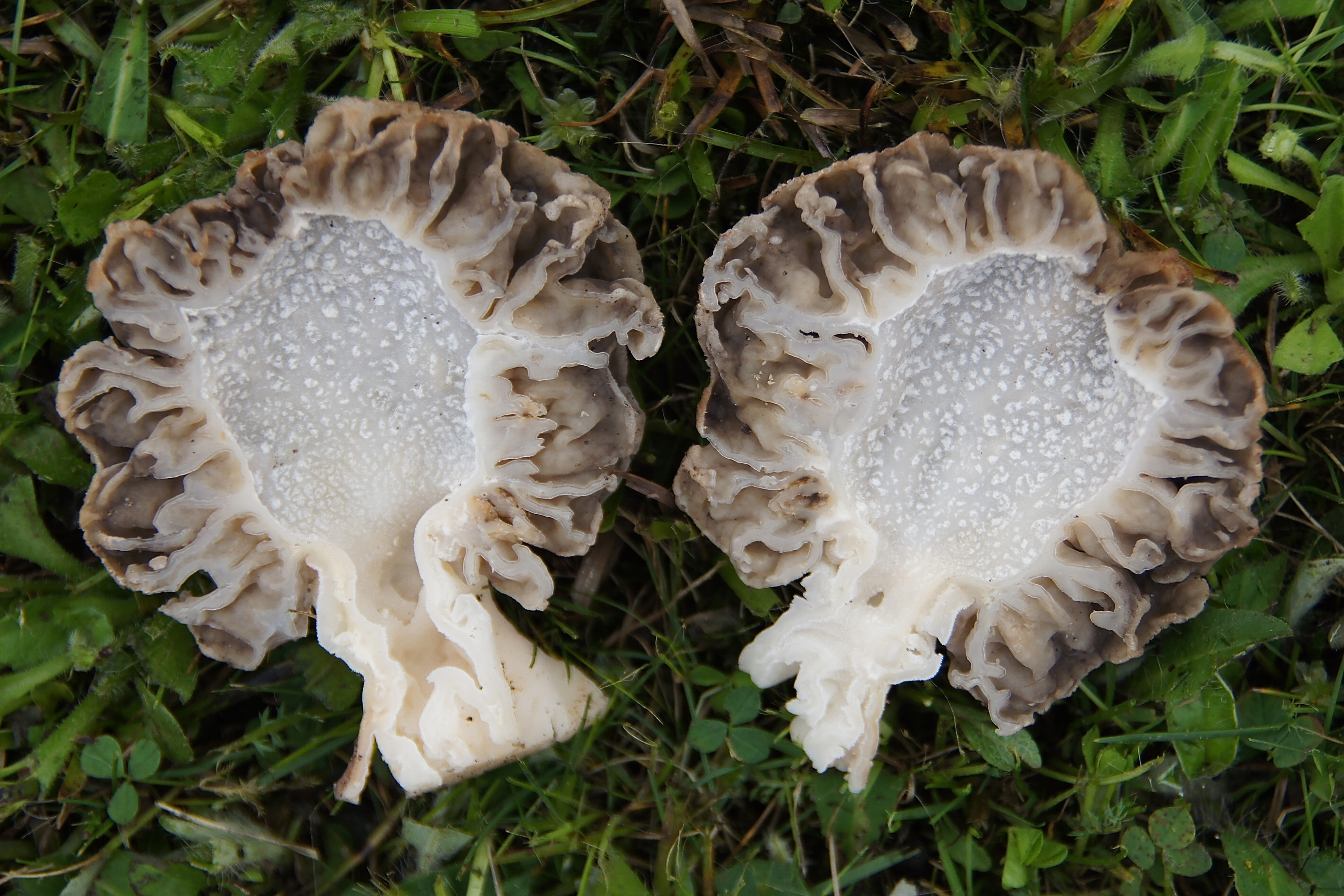
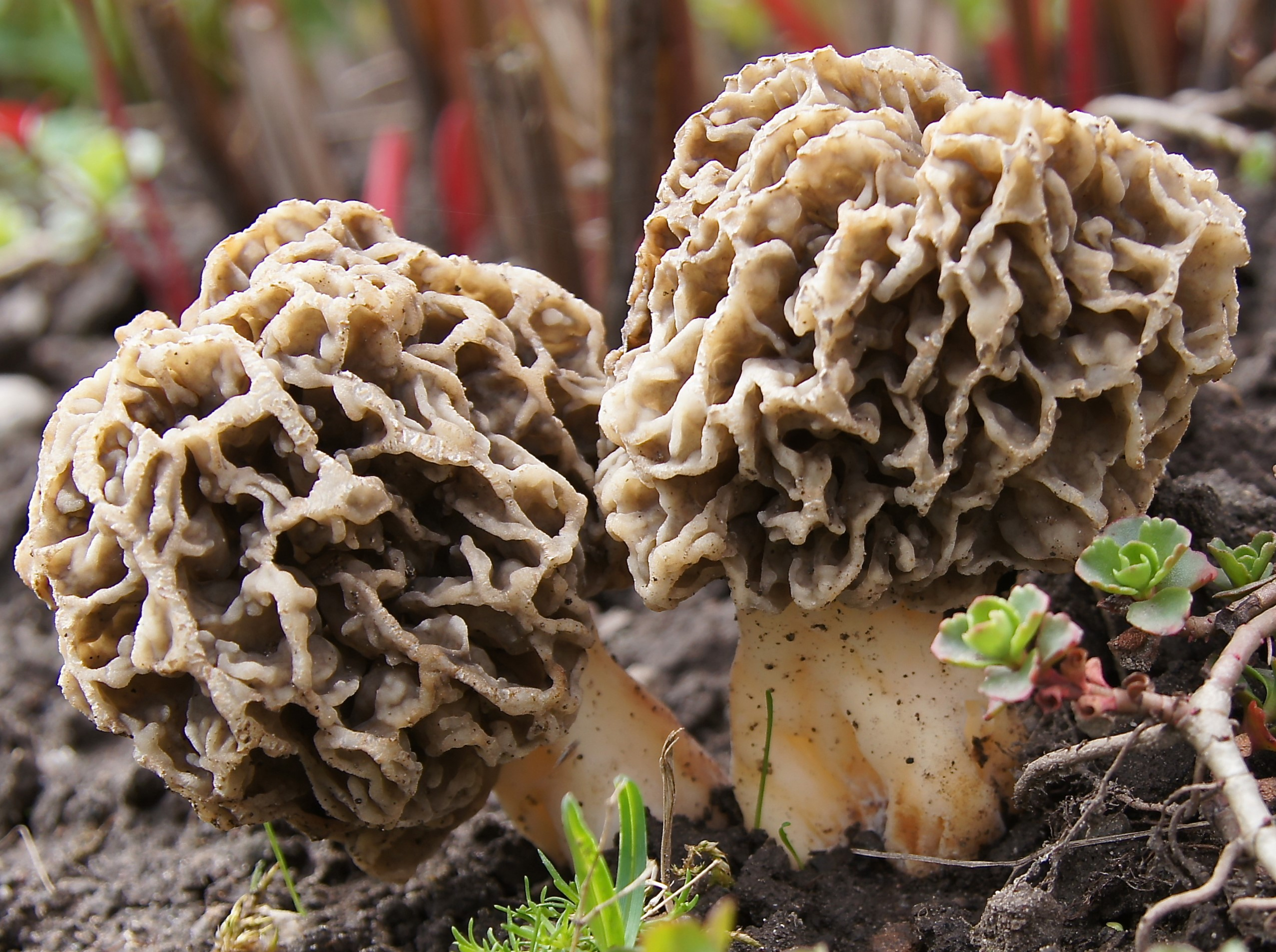
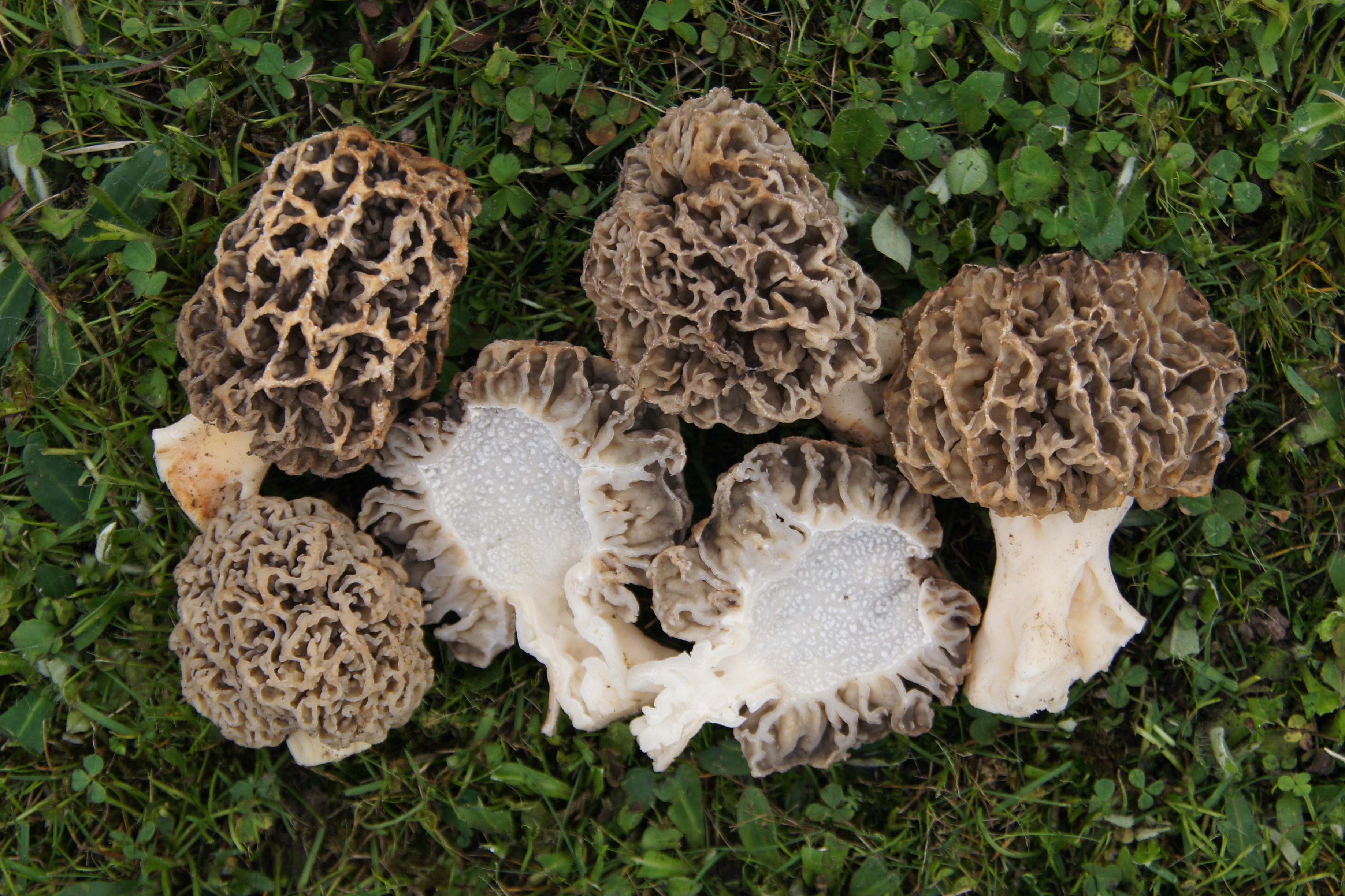

## Habitat et répartition
C'est une espèce saprosymbiotique, printanière, calcicole, s'associant principalement avec le Frêne élevé et le Lierre, et moins communément avec une large gamme d'autres plantes (Orme champêtre, Lilas, Troène, Olivier, Pommiers, Prunelliers sauvages, Epicéa). Elle affectionne les "sites archéologiques" et autres endroits autrefois perturbés par l'activité humaine : anciennes vignes, fours gallo-romains, voies ferrées, bordures de routes.

## Comestibilité
C'est un comestible réputé, toxique cru ou mal cuit, devant être consommé après une cuisson complète, de préférence après dessication puis réhydratation.

## Confusions possibles
- Morchella esculenta, qui a des alvéoles de même diamètre en tous points, sans verrues, et dont le pied est moins élargi et silloné à la base, moins odorante.
- Morchella dunensis, typiquement au chapeau sphérique, qui pousse surtout dans les dunes, a des crêtes beaucoup moins boursouflées et non verruqueuses, sa pseudovallécule est plus étroite et profonde.
- Morchella tridentina, qui peut lui ressembler de par ses teintes dans la jeunesse, cependant ses côtes sont plus droites et non verruqueuses.